# XI всемирный конгресс эсперантистов

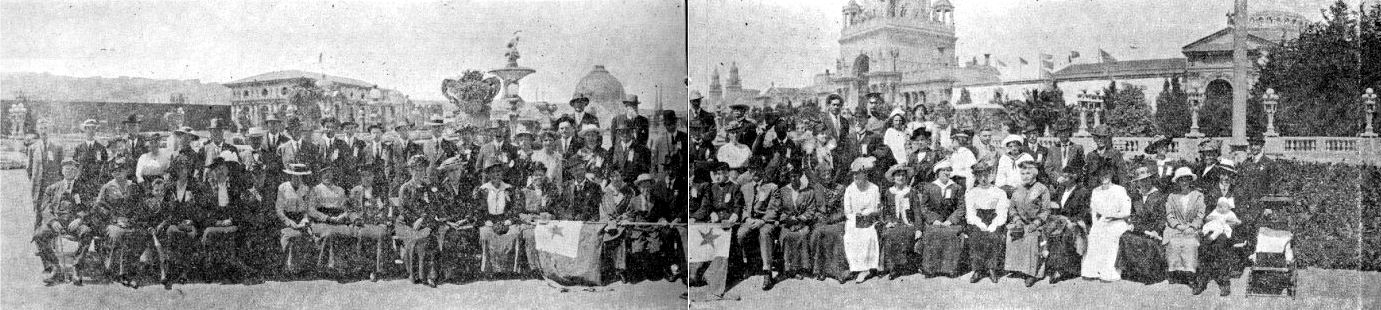
Участники конгресса

XI Всемирный конгресс эсперантистов состоялся в Сан-Франциско, США с 22 по 29-е августа 1915 года. Это был второй Всемирный конгресс эсперантистов, проходивший за пределами Европы после 6-го Всемирного конгресса эсперантистов в Вашингтоне в 1910 году.
Из-за первой мировой войны место проведения конгресса было изменено и вместо ранее планировавшегося Эдинбурга (Великобритания), он был перенесён в Сан-Франциско, чему способствовало проведение там в 1915 году Всемирной выставки.
В связи с Первой мировой войной лишь очень немногие европейцы смогли принять участие в конгрессе, поэтому он стал самым малочисленным за всю историю проведения эсперанто-конгрессов: в нём приняло участие всего 163 эсперантиста из 16 стран, при этом представителей европейских стран было всего несколько человек. Основным вопросом повестки дня было: Как реорганизовать силы (эсперанто-движения) после войны?
Культурная программа конгресса включала одноактную комедию французского драматурга Бланш Антш «Прекрасная повариха» (эсп. Perfekta kuiristino).